# Óscar Villalobos (pintor)
Óscar Villalobos (San José del Guaviare, 19 de septiembre de 1987) es un artista colombiano. Su obra se enfoca en los temas de la naturaleza y la lucha armada.

## Biografía
Creció en el departamento amazónico del Guaviare, viviendo en el epicentro de la violencia en Colombia,entre los narcotraficantes y la naturaleza. Fue golpeado desde muy joven por la guerra en Colombia, y toda su familia salió de San José del Guaviare hacia Bogotá en 1999 cuando él aún era un niño.
El conflicto colombiano tuvo como consecuencia la huida forzada a la capital colombiana. Posteriormente, durante sus estudios universitarios en la Academia Superior de Arte de Bogotá, se inspiró en el impresionismo, y comenzó su carrera.

## Sus obras
El artista es conocido por sus "paisajes urbanos" y sus representaciones de vegetación libre.Villalobos representa escenas costumbristas de la ciudad que le acogió a través de colores llamativos y contrastados. Se define a sí mismo como "un pintor de la realidad".Según el crítico de arte Eduardo Serrano, "Villalobos crea un contexto social que lleva al observador a pensar en los problemas del paisaje urbano".
Sus pinturas denuncian la destrucción de la Amazonia debido a conflictos ideológicos y económicos, pero también son un recordatorio de la necesidad de proteger el medio ambiente y la Amazonía.
Ha expuesto en Estados Unidos, España, Brasil, Cuba, Argentina, Panamá y México.

## Exposiciones
- Tierra Móvil (Tierra Móvil, 2016-2022) [11][4][1]
- De lo urbano a lo humano (De lo urbano a lo humano, 2018) [4]
- Selva en conflicto (Selva en conflicto, 2021) [4][12]
- Metáforas de un juego infinito (2023) [13]
- Lagos de Ariporo (Lagos de Ariporo, 2023) [13]